# España en la Eurocopa 2000
La selección de fútbol de España fue uno de los 16 países participantes en la Eurocopa 2000, realizada en Bélgica y Países Bajos.

## Clasificación

### Grupo 6
| Fecha                   | Lugar      |            |                       | Resultado |                       |            |
| ----------------------- | ---------- | ---------- | --------------------- | --------- | --------------------- | ---------- |
| 5 de septiembre de 1998 | Larnaca    | Chipre     | Bandera de Chipre     | 3:2       | Bandera de España     | España     |
| 14 de octubre de 1998   | Tel Aviv   | Israel     | Bandera de Israel     | 1:2       | Bandera de España     | España     |
| 27 de marzo de 1999     | Valencia   | España     | Bandera de España     | 9:0       | Bandera de Austria    | Austria    |
| 31 de marzo de 1999     | Serravalle | San Marino | Bandera de San Marino | 0:6       | Bandera de España     | España     |
| 5 de junio de 1999      | Villarreal | España     | Bandera de España     | 9:0       | Bandera de San Marino | San Marino |
| 4 de septiembre de 1999 | Viena      | Austria    | Bandera de Austria    | 1:3       | Bandera de España     | España     |
| 8 de septiembre de 1999 | Badajoz    | España     | Bandera de España     | 8:0       | Bandera de Chipre     | Chipre     |
| 10 de octubre de 1999   | Albacete   | España     | Bandera de España     | 3:0       | Bandera de Israel     | Israel     |

## Participación

### Jugadores convocados
| #  | Nombre                    | Posición      | Club                |
| -- | ------------------------- | ------------- | ------------------- |
| 1  | Santiago Cañizares        | Portero       | Valencia CF         |
| 2  | Míchel Salgado            | Defensa       | Real Madrid CF      |
| 3  | Agustín Aranzabal         | Defensa       | Real Sociedad       |
| 4  | Josep Guardiola           | Mediocampista | FC Barcelona        |
| 5  | Abelardo                  | Defensa       | FC Barcelona        |
| 6  | Fernando Hierro (capitán) | Defensa       | Real Madrid CF      |
| 7  | Iván Helguera             | Defensa       | Real Madrid CF      |
| 8  | Fran                      | Mediocampista | RC Deportivo        |
| 9  | Pedro Munitis             | Delantero     | Racing de Santander |
| 10 | Raúl                      | Delantero     | Real Madrid CF      |
| 11 | Alfonso Pérez             | Delantero     | Real Betis          |
| 12 | Sergi Barjuán             | Defensa       | FC Barcelona        |
| 13 | Íker Casillas             | Portero       | Real Madrid CF      |
| 14 | Gerard López              | Mediocampista | Valencia CF         |
| 15 | Vicente Engonga           | Mediocampista | RCD Mallorca        |
| 16 | Gaizka Mendieta           | Mediocampista | Valencia CF         |
| 17 | Joseba Etxeberria         | Delantero     | Athletic Club       |
| 18 | Paco Jémez                | Defensa       | Real Zaragoza       |
| 19 | Juan Velasco              | Defensa       | RC Celta de Vigo    |
| 20 | Ismael Urzaiz             | Delantero     | Athletic Club       |
| 21 | Juan Carlos Valerón       | Mediocampista | Atlético de Madrid  |
| 22 | José Francisco Molina     | Portero       | Atlético de Madrid  |
| DT | José Antonio Camacho      |               |                     |

### Primera fase
| Equipo              | Pts | PJ | PG | PE | PP | GF | GC |
| ------------------- | --- | -- | -- | -- | -- | -- | -- |
| España              | 6   | 3  | 2  | 0  | 1  | 6  | 5  |
| R. F. de Yugoslavia | 4   | 3  | 1  | 1  | 1  | 7  | 7  |
| Noruega             | 4   | 3  | 1  | 1  | 1  | 1  | 1  |
| Eslovenia           | 2   | 3  | 0  | 2  | 1  | 4  | 5  |

| 13 de junio de 2000, 18:00 | España | 0:1 | Noruega     | Stadion Feijenoord, Róterdam                                           |                                                                        |
|                            |        |     | Iversen 65' | Asistencia: 42.500 espectadores Árbitro(s): Gamal Al-Ghandour (Egipto) | Asistencia: 42.500 espectadores Árbitro(s): Gamal Al-Ghandour (Egipto) |

| 18 de junio de 2000, 18:00 | Eslovenia   | 1:2 | España                 | Amsterdam ArenA, Ámsterdam                                         |                                                                    |
|                            | Zahovič 59' |     | Raúl 4' Etxeberria 60' | Asistencia: 45.000 espectadores Árbitro(s): Markus Merk (Alemania) | Asistencia: 45.000 espectadores Árbitro(s): Markus Merk (Alemania) |

| 21 de junio de 2000, 18:00 | Yugoslavia                                   | 3:4 | España                                              | Estadio Jan Breydel, Brujas                                            |                                                                        |
|                            | Milošević 30' Govedarica 50' Komljenovic 75' |     | Alfonso 38', 90'+5' Munitis 51' Mendieta 90'+4' (p) | Asistencia: 23.000 espectadores Árbitro(s): Gilles Veissiere (Francia) | Asistencia: 23.000 espectadores Árbitro(s): Gilles Veissiere (Francia) |

### Cuartos de final
España acabó líder del grupo C, y se cruzó en los cuartos de final con la selección francesa, actual campeona mundial, en un partido que tuvo como escenario el estadio Jan Breydel de Brujas y que tuvo como resultado un 2-1, a favor de Francia. En el primer tiempo se sucedieron los tres goles. En el minuto 32, una falta que realizó Agustín Aranzábal a Youri Djorkaeff, acabó en gol, cuyo autor fue Zinedine Zidane de un disparo inalcanzable para Santiago Cañizares. Pero solo 5 minutos después, Laurent Blanc cometía falta al jugador español más destacado del encuentro Pedro Munitis dentro del área, y Gaizka Mendieta marcaba el penalti que ponía la igualdad en el marcador. Seis minutos después, Djorkaeff marcaba el gol que ponía por delante a los galos. En el último minuto del choque, con toda una segunda parte de dominio francés, Fabien Barthez realizó un penalti a Abelardo Fernández, pero Raúl González lo falló lanzándolo fuera de los tres palos y con ello se perdió la posibilidad de forzar la prórroga.
La prensa española acusó a la selección de dar muestras durante toda la Eurocopa de su debilidad, su nerviosismo y de carecer de once y de un sistema de juego fijo.
| 25 de junio de 2000, 20:45 | España           | 1:2 (1:2) | Francia                  | Estadio Jan Breydel, Brujas                                            |                                                                        |
|                            | Mendieta 38' (p) |           | Zidane 32' Djorkaeff 44' | Asistencia: 28.000 espectadores Árbitro(s): Pierluigi Collina (Italia) | Asistencia: 28.000 espectadores Árbitro(s): Pierluigi Collina (Italia) |